# Kropfschnabel
Der Kropfschnabel ist ein 550 m ü. NHN hoher Berg im Spessart im bayerischen Landkreis Miltenberg in Deutschland.

## Beschreibung
Der Kropfschnabel liegt auf der Gemarkung von Altenbuch. Der Berg wird im Nordosten durch das Tal des Kropfbaches und im Südwesten durch das des Faulbaches begrenzt. Im Nordwesten geht er flach zum Querberg (567 m) und im Süden zum Steinhirschel (511 m) über.